# Werner Kloos
Werner Kloos (Friedberg, 23 novembre 1909 – Brema, 26 giugno 1990) è stato uno storico dell'arte e scrittore tedesco.
Dopo aver frequentato il liceo a Darmstadt, Kloos ha studiato storia dell'arte, archeologia e storia medievale a Francoforte, Friburgo, Vienna e Monaco di Baviera. Conseguì il dottorato con una tesi sull'arte medievale e iniziò un tirocinio presso lo Hessisches Landesmuseum Darmstadt. Fu poi assistente e curatore d'arte e dal 1941 lavorò come direttore dell'Hamburger Kunsthalle. A causa della 2ª guerra mondiale in corso, fu arruolato nell'esercito ma divenne presto un prigioniero di guerra.
Kloos lavorò come un autore libero professionista dal 1948 fino al 1953, quando ottenne un lavoro al Museo Focke. Promosse attivamente lo sviluppo e l'ampliamento del Museo. Grazie alla sua attività, un nuovo edificio venne inaugurato nel 1964. Dal 1952 al 1972 è stato anche curatore di monumenti statali a Brema.
Kloos scrisse diverse opere sulla storia culturale di Brema e anche un'enciclopedia di Brema (il Lexicon) che apparve in tre edizioni nel 1977. Nel 1974 si ritirò dall'attività pubblica e morì nel 1990.

## Opere
- (DE) Die Bremerin. Ein Almanach von Werner Kloos – Porträts und Illustrationen aus den Sammlungen des Focke-Museums, 2ª ed., Bremen, Schünemann, 1980.
- (DE) Heinz Lilienthal. Werdegang und Werk. Gestaltung in Glas, Stein und Metall, Bremen, Schünemann, 1985, ISBN 3-7961-1764-3.
- (DE) con Hans Scheidulin e Jürgen Wittstock, Alte Kirchen in und um Bremen. Kunstschätze im Weserraum, Bremen, Schünemann, 1989, ISBN 3-7961-1804-6.
- (DE) Schönes altes Bremen. In Stichen und Lithographien, Bremen, Schünemann, 1992, ISBN 3-7961-1815-1.
- (DE) Bremer Lexikon. Ein Schlüssel zu Bremen, Bremen, Hauschild, 1977.

Edizione rivista (DE) Reinhold Thiel (a cura di), Bremer Lexikon. Ein Schlüssel zu Bremen, 3ª ed., Bremen, Hauschild, 1997, ISBN 3-931785-47-5.